# Грб Раковице
Грб у три нивоа и застава су усвојени у јулу 1998. године.
Основни грб је плаве боје. У горњем делу је црвено поље са златним поновљеним крстом. Главни мотив је црква Свете Петке у белој боји, озидана црно. У доњем делу се налази представа Раковичког потока у плавој боји оивичена белим.
Средњи ниво грба је исти као и основни, али наткривен златном бедемском круном са четири видљива мерлона.
Код форме великог грба, штит је наслоњен на орнаментални постамент на коме су чувари грба који придржавају стегове Београда и Раковице. Преко постамента је постављена лента са ћириличним натписом Раковица.

### Књиге и научни чланци
- Ацовић, Драгомир М. (2000). Грбови града Београда. Београд: Српска књижевна задруга.
- Ацовић, Драгомир М. (2008). Хералдика и Срби. Београд: Завод за уџбенике.  152135692

### Правна регулатива
- „Статут градске општине Раковица” (PDF). Службени лист града Београда 45/08. 17. 11. 2008. стр. 18—28.
- „Одлука о грбу и застави градске општине Раковица” (PDF). Службени лист града Београда 17/09. 15. 4. 2009. стр. 6—7.